# 225-й ближнебомбардировочный авиационный полк
225-й ближнебомбардировочный авиационный полк, он же 225-й скоростной бомбардировочный авиационный полк — воинская часть вооружённых сил СССР в Великой Отечественной войне.

## Наименование полка
В различные годы своего существования полк имел наименования:
- 225-й ближнебомбардировочный авиационный полк;
- 225-й бомбардировочный авиационный полк;
- 225-й скоростной бомбардировочный авиационный полк;
- 225-й штурмовой авиационный полк;
- 76-й гвардейский штурмовой авиационный полк (18.03.1942 г.)[1];
- 76-й гвардейский штурмовой авиационный Мелитопольский полк (04.05.1944 г.);
- 76-й гвардейский штурмовой авиационный Мелитопольский Краснознамённый полк (06.07.1944 г.);
- 76-й гвардейский штурмовой авиационный Мелитопольский Краснознамённый ордена Кутузова полк (26.04.1945 г.)[1];
- Войсковая часть (Полевая почта) 30169.

## История
Полк формировался в августе 1940 года в Каменец-Подольской (ныне Хмельницкой) области. На 22 июня 1941 года базируется в Староконстантинове, имея в своём составе 10 самолётов СБ (в том числе 3 неисправных). Также в составе полк по некоторым сведениям имелись самолёты Су-2.
В первый же день войны аэродром полка подвергся налёту. Полк приступает к боевым действиям, нанося удары по колоннам противника, в частности в районе Перемышля, Крестинополя, Львова, Ровно. Уже 1 июля 1941 года был вынужден перебазироваться в район Бердичева. 10 июля 1941 года полк был выведен с передовой в Борисполь, а оттуда в Липецк. За время боёв на Украине совершил 131 боевой вылет. Получил самолёты Пе-2, в сентябре 1941 года вошёл в состав 3-й резервной авиагруппы и в составе группы перелетел на аэродром поблизости от Волхова.
С началом Тихвинской оборонительной операции перелетел на аэродром южнее Тихвина и оттуда в октябре-ноябре 1941 года наносит удары по наступающему противнику, а в ноябре-декабре 1941 года — по отступающему в ходе Тихвинской наступательной операции.
5 января 1942 года отправлен в резерв, где до осени обучается и переформируется и до октября 1942 года был переформирован в 225-й штурмовой авиационный полк. В составе действующей армии во время ВОВ с 22 июня 1941 по 10 июля 1941 и с 6 сентября 1941 по 5 января 1942 года.

## Участие в операциях и битвах
- Приграничные сражения — с 22 июня 1941 года по 29 июня 1941 года.
- Киевская операция — с 7 июля 1941 года по 10 июля 1941 года.
- Битва за Ленинград:
  - Синявинская наступательная операция — с 10 по 26 сентября 1941 года.
  - Синявинская наступательная операция — с 20 по 28 октября 1941 года.
  - Тихвинская оборонительная операция — с 16 октября по 18 ноября 1941 года.
  - Тихвинская стратегическая наступательная операция — с 10 ноября по 30 декабря 1941 года.

## Подчинение
| Дата            | Фронт (округ)       | Армия      | Корпус (группа)                  | Дивизия                            | Примечания          |
| --------------- | ------------------- | ---------- | -------------------------------- | ---------------------------------- | ------------------- |
| 22.06.1941 года | Юго-Западный фронт  | -          | -                                | 17-я смешанная авиационная дивизия | -                   |
| 01.07.1941 года | Юго-Западный фронт  | 12-я армия | -                                | 17-я смешанная авиационная дивизия | -                   |
| 10.07.1941 года | Юго-Западный фронт  | -          | -                                | 17-я смешанная авиационная дивизия | -                   |
| 01.08.1941 года | -                   | -          | -                                | -                                  | на переформировании |
| 01.09.1941 года | -                   | -          | -                                | -                                  | на переформировании |
| 01.10.1941 года | Ленинградский фронт | 54-я армия | 3-я резервная авиационная группа | -                                  | -                   |
| 01.11.1941 года | Ленинградский фронт | -          | 3-я резервная авиационная группа | -                                  | -                   |
| 01.12.1941 года | Ленинградский фронт | -          | 3-я резервная авиационная группа | -                                  | -                   |
| 01.01.1942 года | Волховский фронт    | 4-я армия  | 3-я резервная авиационная группа | -                                  | -                   |

## Командиры
- майор, подполковник Белов Михаил Иванович, 22.06.1941 — 01.1942
- майор Долгополов Виталий Степанович, с 01.1942 - 14.06.1942 назначен командиром 15 орзап
- майор Смолин Георгий Иванович, 14.06.1942 - 21.12.1942,
- майор, подполковник Семенов Василий Стефанович, 21.12.1942 - 22.07.1944, назначен штурманом 311-й шад
- гвардии майор Бочко Даниил Никифорович, 22.07.1944 -

## Отличившиеся воины полка
| Награда | Ф. И.О.                      | Звание    | Должность           | Дата награждения | Примечания |
| ------- | ---------------------------- | --------- | ------------------- | ---------------- | ---------- |
|         | Ковшаров, Иван Акимович      | лейтенант | штурман эскадрильи  | 17.12.1941       | -          |
|         | Панфилов, Василий Дмитриевич | лейтенант | командир эскадрильи | 17.12.1941       | -          |